# Jaroslav Klát (1962)
Jaroslav Klát (* 27. dubna 1962 Karlovy Vary) je český akademický malíř, výtvarník a pedagog. Jeho otcem je český karlovarský malíř Jaroslav Klát.

## Život

### Mládí a studia
Jaroslav Klát se narodil 27. dubna 1962 v Karlových Varech do rodiny malíře Jaroslava Kláta. V Karlových Varech dokončil základní školu a zahájil středoškolské studium na zdejším gymnáziu. Během gymnazijních studií (v letech 1978 a 1979) byl soukromým žákem akademického malíře Miloše Maliny, který Jaroslava Kláta připravil k přijímacím zkouškám na Akademii výtvarných umění v Praze (AVU). Na AVU v letech 1980 až 1987 studoval Jaroslav Klát malbu v ateliéru figurální a krajinářské malby a to nejprve u profesora Jana Smetany a poté (po roce 1985) u profesora Václava Pospíšila. Znalost francouzského jazyka a politické ovzduší uvolňování normalizace byly dva faktory, které umožnily Jaroslavu Klátovi získat stipendium francouzské vlády pro studijní pobyt v Paříži na Université de Paris I. – Sorbonne. Po příjezdu do Paříže (v roce 1986) zjistil, že se stipendium týká studia dějin moderního umění u profesorky F. Roche a nikoliv studia malby. Jaroslav Klát v období od roku 1986 do roku 1987 studoval ve Francii dvě školy. Kromě již zmíněných dějin moderního umění ještě navíc studoval malbu na École Nationale des Beaux-Arts (u profesora Pierra Alechinského). Po třech měsících studia u profesora Pierra Alechinského začal studovat malbu u profesora Antonio Seguí, protože jeho pedagog Pierre Alechinsky odjel do New Yorku osobně podpořit výstavu svých děl.

### Cestování
Za utržené peníze z prodeje svých akvarelů podnikl Jaroslav Klát v roce 1987 svoji první třítýdenní cestu na ostrov Martinik v Karibském moři. V letech 1987 až 1993 podnikl řadu dalších cest. V roce 1990 to byla jeden měsíc trvající cesta do USA a v následujícím roce (1991) dokonce dvouměsíční cesta do USA. (V USA navštívil především Nové Mexiko a Arizonu.) V letech 1990 a 1991 navštívil rovněž francouzskou Provence. Za podpory francouzského galeristy, kterému musel přenechat polovinu svých akvarelů vytvořených na ostrově Svatý Martin, podnikl Jaroslav Klát v roce 1992 cestu na karibský ostrov Svatý Martin. Jaroslav Klát podnikl rovněž cesty do severní Afriky do Alžírska a Tuniska.

### Dráha pedagogická
Po návratu z Francie vystudoval Jaroslav Klát na Akademii výtvarných umění v Praze čtyři semestry pedagogického minima se zaměřením na výtvarné umění. (pod vedením Prof. PhDr. Jaromíra Uždila, DrSc.) V roce 1993 se naplnila Klátova touha být učitelem a Jaroslav Klát se stal pedagogem na Soukromé střední umělecké škole designu v Praze, kde učí doposud (2019). 
Dějiny moderního umění učil deset let (roku 2004 do roku 2013) rovněž na Soukromé vyšší odborné škole umění a reklamy, s.r.o., Orange Factory. Od roku 1994 až do současnosti je Jaroslav Klát také odborným lektorem Asociace starožitníků ČR, kde v rámci Rudolfínské akademie také přednáší dějiny umění.

### Projekt „La Source“
V roce 1991 se Jaroslav Klát v Praze seznámil s francouzským umělcem Gérardem Garoustem (* 1946), který Kláta v letech 1994 až 1996 přizval k účasti na programu „La Source“ ve francouzské obci Verneuil-sur-Avre.  Obsahem projektu byla vzdělávací a sociální akční skupina („La Source“) – škola na pomoc s uměním – jakási „akademie“ pro děti, které se ocitly ve špatné sociální situaci.  Jaroslav Klát byl prvním cizincem, který na škole (akademii) „La Source“ vyučoval tři týdny. 
Hlavním zdrojem obživy Jaroslava Kláta je pedagogickou činnost, kterou se zabývá i v současnosti. Ve svém volném čase se věnuje malování obrazů, jenž prezentuje čas od času veřejnosti na samostatných i společných výstavách.

## Dílo

### Krajinářství
Jaroslav Klát byl od útlého dětství obklopen obrazy a to nejen díly otcovými, ale i akvarely otcových přátel sochaře, malíře a pedagoga Bořivoje Žufana (1904–1942) a sběratele, grafika a malíře Miloše Maliny (1904–1991). Klátův otec měl rád krajinu a počátky tvorby jeho syna byly tudíž zejména krajinářské. Spolu s otcem chodil jeho syn malovat do plenéru různé krajinné motivy a to především z okolí Karlových Varů (například Cihelny nebo Andělskou Horu). Jaroslav Klát byl v této rané tvorbě inspirován lesy a solitérními starými stromy. V prvních letech studia na AVU v Praze se sice věnoval i jiným motivům, ale krajinářství převažovalo. Nejinak tomu bylo i na stáži v jižní Francii v roce 1987, kde se věnoval realistickému ztvárnění krajiny v Provence technikou akvarelu.

### Rostlinné a zvířecí motivy
Náhodná návštěva skleníku v Karlových Varech v roce 1981, když Jaroslav Klát studoval prvním rokem na AVU v Praze, podnítila jeho zájem o detailní motivy z oblasti flory. Ve svých dalších dílech se Jaroslav Klát soustředil na práci s jednotlivými přírodními fragmenty, snažil se o jakési obecnější „vhledy do přírody“, pokoušel se zachytit „rytmus“ rostlin a do svých obrazů začal vkomponovávat jejich různé detaily. Později do svých kompozic začleňoval i faunu – ptáky, hmyz a ryby což nakonec vyůstilo v propojování jednotlivých fragmentů (částí) flory a fauny v jeden celek.

### Figurální motivy
V Klátovo obrazech jsou patrné i figurativní náznaky (např. hlava a tělo složené z ptačích per či částí rostlin umístěné na symbolickém podstavci) nebo malby světských oltářů, k nimž se ve svých obrazech relativně často vrací. Současná Klátova tvorba je výrazem jakési syntézy, kdy autor mísí jednotlivé fragmenty rostlin, zvířat i lidí do jednoho celku s tím, že volnost tvarů a fragmentů evokuje dojem lidského těla.

### Historické motivy a architektura
Kromě obrazů inspirovaných přírodou se Jaroslav Klát nechává ovlivňovat i historickými a architektonickými motivy. V 90. letech 20. století začal tvořit cykly koncentrující se na manýristickou, barokní a surreální Prahu. Inspirativním zdrojem pro něj je i Praha rudolfínská s tajemnem, magií a bizarností obdobně tak, jak ji zobrazoval ve své tvorbě třeba malíř Giuseppe Arcimboldo. Klátovi je organicky nejbližší baroko (i z hlediska dějin umění) s jeho duchovním klimatem a atmosférou, která „sálá“ z barokních budov. Ve své tvorbě Klát proto využívá barokní tvarový princip, barevnost, umístění prvků a také nejrůznější barokní motivy. Metodou fragmentace (obdobně jako u přírodních motivů) zpracovává Klát i historická témata, což je patrné například z jeho cyklu obrazů „Fragmenty z Čech“. Tady zpracoval různé historické události nebo zachytil portréty historických postav spolu s fragmenty zásadních historických souvislostí.

### Monumentální tvorba
Monumentální tvorbu, která zahrnuje velkorozměrové malby např. na stěnách a stropech budov, si Jaroslav Klát otestoval ve velkém soukromém bytě na Vinohradech v Praze, kde na stropní omítku vymaloval olejomalbu (na ploše 56 m2) v barokním pojetí. Druhým takovým dílem byl monumentální nástěnný dekorativní obraz (tzv. panó) vysoký přes 3 m, nazvaný „Tajemství zrození“ a určený pro vestibul International Medical Services s.r.o. v Praze.

### Techniky malby a způsob tvorby
Jaroslav Klát tvoří v tematických cyklech. Takový cyklus trvá Jaromíru Klátovi obvykle dva až tři roky a v jeho rámci pracuje vždy na několika obrazech zároveň (pro dokonalé proschnutí olejových barev). Původní malbu akvarelem využívá jen na svých cestách k rychlému zachycení tématu či motivu, ale jeho současnou hlavní technikou je „ateliérová“ olejomalba, umožňující mu práci s barevnou hloubkou, využití krycích schopností olejových barev, jejich vrstvení, jasnosti a barevné stálosti. Využívá rovněž transparentních vlastností barev a možnost práce s lazurou. Schnutí barev urychluje přidáváním písku či kobaltového sikativu. Při práci doma používá akrylové barvy, které nevyžadují použití terpentýnu. Jaroslav Klát nemaluje pastelem ani netvoří grafiku. Prvotní námět obrazu rozkreslí Jaroslav Klát primárně uhlem, kresbu zafixuje a poté aplikuje na obraz olejové barvy, které občas mísí s pískem, čímž barevná vrstva obrazu získá zajímavou patinu (a urychlí se schnutí barev na plátně).

### Další atributy Klátovy tvorby
Ve všech svých dílech využívá Jaroslav Klát metody fragmentace, ať už se jedná o fragmenty přírodní nebo historické. Klát usiluje o to, aby v jeho obrazech byly jednotlivé rozpoznatelné reálné prvky spojeny do fantaskně pojaté celkové kompozice díla a tato byla přenesena až do imaginární roviny. V jeho obrazech se zdánlivě protikladně setkávají realisticky propracované a namalované detaily (objekty reálného světa) s celkovou fantaskní kompozicí díla. V Klátovo obrazech lze najít prvky fauvismu, kubismu nebo surrealismu, ale i vazby na Francii a malíře francouzského postimpresionismu Paula Gauguina, Vincenta van Gogha nebo Paula Cézanna. Jaroslav Klát tvrdí, že klasické obrazy stále mají jak oslovit současného diváka a že tradiční malba může nacházet i v současnosti stále nové a neotřelé způsoby vyjadřování.

## Výstavy

### Autorské výstavy
- 1996/květen – Jaroslav Klát: Výběr z prací 1990–1996, Galerie Salva Guarda, Litoměřice[3]
- 1996/červen – Jaroslav Klát: Výběr z prací 1990–1996, Galerie Alfa Omega, Karlovy Vary[3]
- 1996/září, říjen – Jaroslav Klát: Výběr z prací 1990–1996, Forma galeria, Praha[3]
- 1999/únor, březen – Jaroslav Klát: ...aspekty zaniklého přístavu, Divadlo pod Palmovkou, Praha[3]
- 2001/leden – Jaroslav Klát: Ptačí fragmenty..., Galerie Fronta, Praha[3]
- 2010/únor – Jaroslav Klát: Menší retrospektiva, Galerie PRE, Praha[3]
- 2012/říjen, listopad – (Klát & Klát) Jaroslav Klát mladší: Obrazy, Galerie umění Karlovy Vary, Karlovy Vary[3][4]
- 2017/březen, duben – Klát & Klát: příroda poetická i živelná, Městská galerie ve Vysokém Mýtě[5]

### Kolektivní výstavy
- 1988/červenec, srpen – Salón pražských výtvarných umělců '88, Park kultury a oddechu Julia Fučíka, Praha[3]
- 1995/leden, únor – Práce pedagogů Soukromé mistrovské školy uměleckého designu v Praze, Galerie Art + design, Praha[3]
- 2002 – II. Salon českých, moravských, slezských malířů a sochařů, Litoměřice[3]
- 2006/březen, duben – Lucemburské inspirace / Inspirations Luxembouegeoises: Iva Mrázková, Hermann & Valentiny, Jaroslav Klát, Západočeská galerie v Plzni, Plzeň (Plzeň-město)[3]
- 2009/červen – Sdružení pražských malířů, Sdružení sochařů Čech, Moravy a Slezska, Galerie Nová síň, Praha[3]
- 2010/březen – 34. salon, Praha[3]
- 2010/červenec, srpen, září – Sdružení pražských malířů / Sdružení sochařů Čech, Moravy a Slezska – 1. část, Galerie Chodovská tvrz, Praha[3]
- 2011/květen – Sdružení pražských malířů, hosté ze Sdružení sochařů Čech, Moravy a Slezska, Chvalský zámek, Praha[3]
- 2012/březen, duben – Sdružení pražských malířů a hosté, Zámecká galerie města Kladna, Kladno[3]
- 2018/květen, červen, červenec – Jaroslav Klát: Průniky realismu a abstrakce, Galerie Ludvíka Kuby, Poděbrady (Nymburk)[3][6]